# Dasha Gonzalez
Dasha Kuret Gonzalez (Orlando, Florida, 17 de abril de 1988) es una anunciadora de lucha libre, luchadora profesional y modelo de fitness estadounidense. Es conocida por su trabajo para empresas como WWE, donde fue conocida como Dasha Fuentes, y AEW, donde laboró como Dasha Kuret. 

## Primeros años
Kuret nació y se crio en Orlando, Florida y luego asistió a la Universidad de Florida Central (UCF), en donde estudió microbiología y biología molecular, graduándose en 2012. Ella trabajó en LA Fitness y en una tienda de belleza Ulta Beauty. Kuret compitió en la organización de Miss America, ganando varios títulos entre ellos Miss UCF y Miss Volusia County. Kuret fue activa en natación, buceo y gimnasia hasta que sufriría una lesión en la rodilla en el verano de 2014 siendo forzada a marginarse de las competiciones.

## Carrera

### WWE (2014-2019)
Dasha firmó contrato con WWE en 2014 y fue asignada al territorio en desarrollo WWE NXT en mayo de ese año, recibiendo el nombre de Dasha Fuentes. Fuentes debutó en un evento en vivo de NXT en abril de 2015, haciendo equipo con Dana Brooke y Becky Lynch quienes perdieron ante Carmella, Alexa Bliss y Devin Taylor. A mediados de 2015, Fuentes comenzaría a aparecer como entrevistadora de backstage en NXT. Fuentes hizo una aparición en el evento NXT TakeOver: Unstoppable el 20 de mayo, como parte de la entrada del luchador Tyler Breeze.
El 9 de abril de 2019 se reveló que Fuentes fue despedida por WWE por razones desconocidas. Más tarde reveló que su despido se debió a un «error» mientras entrevistaba a Roman Reigns en la edición del 1 de abril de Raw, su última aparición en la compañía.

### Circuito independiente (2019)
En 2019, González hizo compitió contra Renee Michelle como parte del evento Blizzard Brawl de Great Lakes Championship Wrestling, donde salió victoriosa.

### All Elite Wrestling (2019-2024)
El 4 de noviembre de 2019, durante el episodio de AEW Dark, González apareció junto al anfitrión Tony Schiavone y luego se reveló que se uniría al programa como coanfitriona de Schiavone tanto de AEW Dark como de AEW Dynamite. También se anunció que Kuret acompañará a los comentaristas en español Willie Urbina y Alex Abrahantes para las retransmisiones de Dynamite que hace el canal Space para América Latina, tomando en cuenta su ascendencia latina y su dominio del idioma español.  
El 10 de agosto de 2020, Gonzalez hizo su debut como luchadora tras participar en el torneo de Women's Tag Team Cup Tournament: The Deadly Draw haciendo equipo con Rachael Ellering cayendo derrotadas por Diamante e Ivelisse en la primera ronda. El 1 de abril de 2024, Kuret fue liberada de su contrato por AEW.